# Comune di Thisted
Thisted è un comune della Danimarca nella regione dello Jutland Settentrionale.
Il comune è stato costituito in seguito alla riforma amministrativa del 1º gennaio 2007 accorpando al preesistente comune di Thisted i comuni di Hanstholm e Sydthy e il socken di Vorupør.

## Centri abitati
I centri abitati principali del comune sono:
- Thisted (13 522)
- Hanstholm (2 085)
- Hurup (2 712)
- Klitmøller (1 248)

## Amministrazione

### Gemellaggi
Il comune è gemellato con le seguenti località:
- Uddevalla
- Mosfellsbær
- Loimaa
- Skien